# 米凱拉·迪耶茲
米凱拉·迪耶茲（英語：Michaela Dietz，1982年11月1日—）是一位美籍韓裔配音演員，1982年11月1日出生於韓國仁川，三個月大時被領養並在美國紐約長大。她的配音員職業生涯始於2005年。